# Patellifolia procumbens
Patellifolia procumbens é uma espécie de planta com flor pertencente à família Chenopodiaceae. 
A autoridade científica da espécie é (C.Sm. ex Hornem.) A.J.Scott, Ford-Lloyd, tendo sido publicada em Taxon 26(2–3): 284. 1977.

## Portugal
Trata-se de uma espécie presente no território português, nomeadamente no Arquipélago da Madeira.
Em termos de naturalidade é endémica da Região Macaronésia.

## Protecção
Não se encontra protegida por legislação portuguesa ou da Comunidade Europeia.